# Walram V. (Limburg)

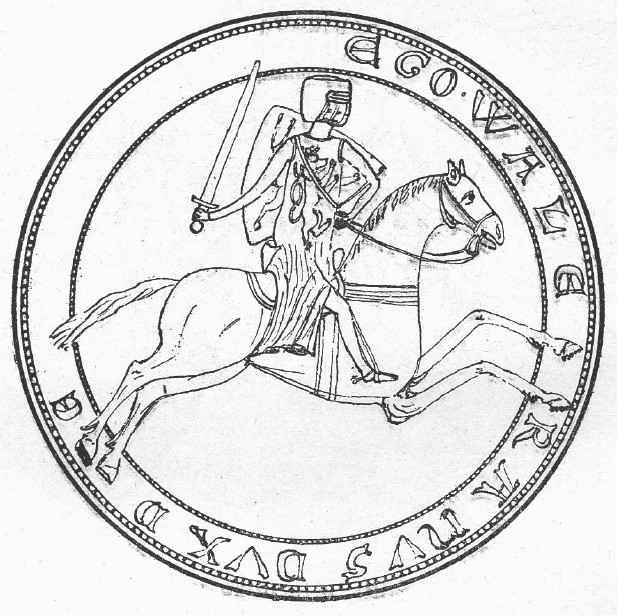
Siegel Walrams V. von Limburg

Walram V. († 14. Oktober 1279) war von 1247 bis 1279 Herzog von Limburg.
Als Letzter seines Stammes regierte Walram von 1247 bis 1279 das Herzogtum Limburg, das nach dem Tod seines Vaters Heinrich IV., an Walram übergegangen war. Walrams älterer Bruder Adolf wurde Graf von Berg.
In erster Ehe war Walram mit Jutta von Kleve (eigentlich: Judith) verheiratet. Mit ihr hatte er einen Sohn, der vor oder mit seiner Mutter starb, und eine Tochter, Ermengard (Irmgard), die Rainald I., Graf von Geldern, heiratete.
Nach Juttas Tod heiratete Walram 1273 Kunigunde von Brandenburg, Tochter von Otto III. von Brandenburg. Die Ehe wurde von Siegfried von Westerburg, dem Erzbischof von Köln, vermittelt.
Nach seinem Tode brach der Limburger Erbfolgestreit aus. 